# Петруканецас, Ромас
Ромуальдас «Ромас» Петруканецас (лит. Romualdas "Romas" Petrukanecas; 16 мая 1973, Вильнюс) — литовский гребец-байдарочник, выступал за сборную Литвы в первой половине 2000-х годов. Участник летних Олимпийских игр в Афинах, бронзовый призёр чемпионата мира, бронзовый призёр чемпионата Европы, победитель многих регат национального и международного значения.

## Биография
Ромас Петруканецас родился 16 мая 1973 года в городе Вильнюсе Литовской ССР. Активно заниматься греблей начал с раннего детства, проходил подготовку в вильнюсском спортивном клубе «Жальгирис».
Первого серьёзного успеха на взрослом международном уровне добился в сезоне 2002 года, когда попал в основной состав литовской национальной сборной и побывал на чемпионате Европы в венгерском Сегеде, откуда привёз награду бронзового достоинства, выигранную в зачёте одиночных байдарок на дистанции 200 метров — в решающем заезде уступил только немцу Рональду Рауэ и венгру Винце Фехервари, которые финишировали первым и вторым соответственно. Позже выступил на чемпионате мира в испанской Севилье, где тоже стал бронзовым призёром среди байдарок-одиночек на двухсотметровой дистанции — на сей раз проиграл в финале тому же Рауэ и представителю Узбекистана Антону Ряхову.
Благодаря череде удачных выступлений Петруканецас удостоился права защищать честь страны на летних Олимпийских играх 2004 года в Афинах — стартовал здесь в одиночках на тысяче метрах, однако сумел дойти только до стадии полуфиналов, где финишировал девятым. Вскоре по окончании этих соревнований принял решение завершить карьеру профессионального спортсмена, уступив место в сборной молодым литовским гребцам.
Имеет высшее образование, в 2001 году окончил Литовский университет образовательных наук. Впоследствии работал тренером по гребле на байдарках и каноэ, в частности, участвовал в подготовке таких известных гребцов как Альвидас Дуонела и Эгидиюс Бальчюнас.